# Minab (Verwaltungsbezirk)
Der Schahrestan Minab (persisch/minabi: شهرستان میناب) ist ein Schahrestan (Landkreis) in der iranischen Provinz Hormozgan. Die Hauptstadt ist Minab.
Im Schahrestan leben 254.304 Menschen in 50.478 Familien.
Daneben gibt es noch drei Bachschs: Central Bachsch, Tukahur Bachsch und Senderk Bachsch.
Es gibt vier Städte: Minab, Senderk, Tirur und Hasht Bandi.

## Sprachen und Religion
Die Mehrheit spricht Persisch oder andere südwestiranische Sprachen und Dialekte wie Minabi oder Bashkardi. Minderheiten sprechen Arabisch, Belutschisch oder Swahili. Fast die ganze Bevölkerung ist schiitisch oder sunnitisch.